# ティンパヌム

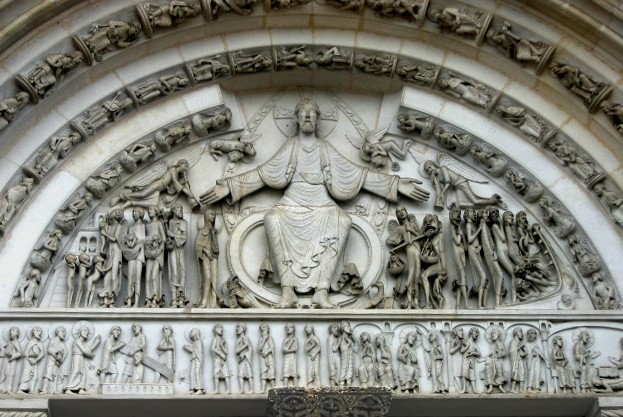
サント＝マドレーヌ大聖堂 (ヴェズレー)のティンパヌム。ロマネスク様式。1130年代制作。

ティンパヌム（tympanum, (複)tympana、(仏語読み)タンパン）とは、建物入口上にあり、まぐさ（横木、リンテル）とアーチによって区画された装飾的な壁面のことで、半円形か三角形をしている。しばしば彫刻などによって飾られている。ギリシャ・キリスト教建築においては、ティンパヌムには宗教的情景が描かれているのが通例である。
ティンパヌムを囲む繰り形（縁取り）はアーキボルトと呼ばれる。